# Michel Jonasz
Michel Jonasz (Drancy, 21 januari 1947) is een Frans zanger en componist. Zijn bekendste hits zijn: La boîte de jazz, Joueurs de blues en Les vacances au bord de la mer. Zijn ouders waren Hongaarse immigranten.
Jonasz verliet de school op zijn 15de met oog op een artistieke carrière. Tekenen, theater en muziek interesseerden hem, desalniettemin besloot hij een pianist te worden. Na gewerkt te hebben met Vigon en The Lemons richtte hij in 1966 samen met zijn vriend, de gitarist Alain Goldstein, de band 'King Set' op.
Twee radiosuccessen maakten zijn speciale stem en talent voor ritme bekend bij het grote publiek: Apesanteur uit 1967 en Jezebel uit 1968.
Zijn solocarrière begon matig met een aan het eind van 1968 onder het pseudoniem 'Michel Kingset' uitgebrachte single. De volgende single volgde in 1970 onder zijn eigen naam. Het zou echter tot 1974 duren eer een grote hit gescoord werd, Super Nana.